# Ghjaddinavarghja
Ghjaddinavarghja è una località del comune di Sotta in Corsica del Sud che si trova a circa 3 km da Sotta tra la D959 e la D859 ai piedi della Punta di Soricaggia (246 m); 
Ghjaddinavarghja è una piccola località agreste immersa nei prati e nelle coltivazioni di olivi centenari, l'unica attività è un agriturismo che si chiama "Gallina Varja"
Il toponimo significa "gallina variegata" o "gallina di parecchi colori", ed è stato francesizzato in Gallinavarja.
Il toponimo è uno dei più lunghi della Francia con quindici lettere.